# Bäckerhandwerk

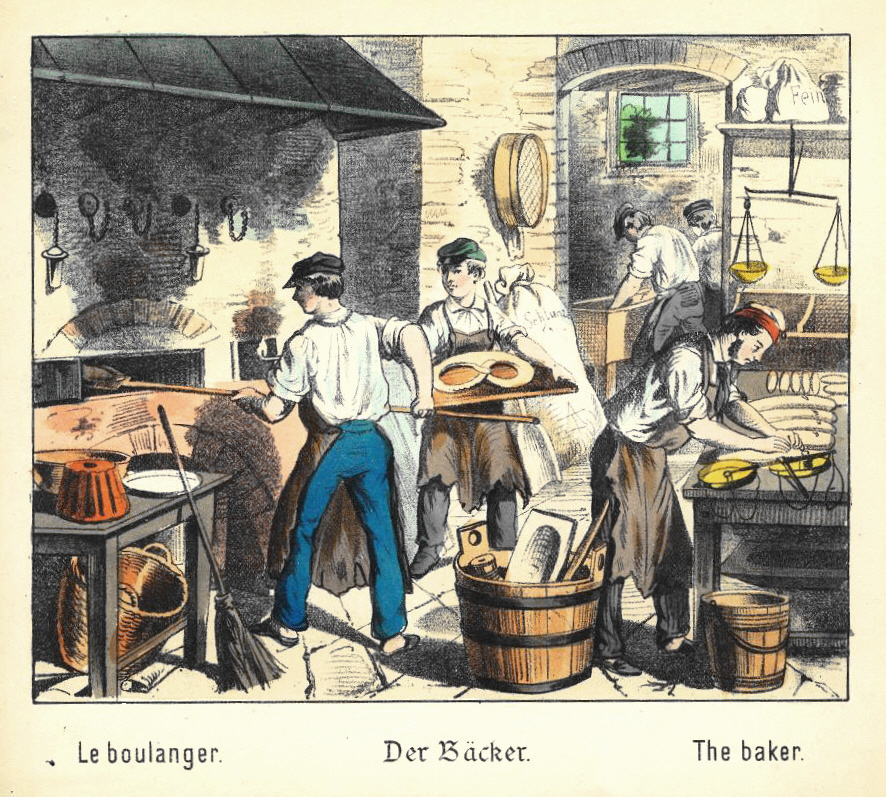
Backstube um 1880

Das Bäckerhandwerk ist eine der ältesten gewerblichen Handwerkstätigkeiten um die Herstellung von Lebensmitteln (Lebensmittelhandwerk).

## Geschichte

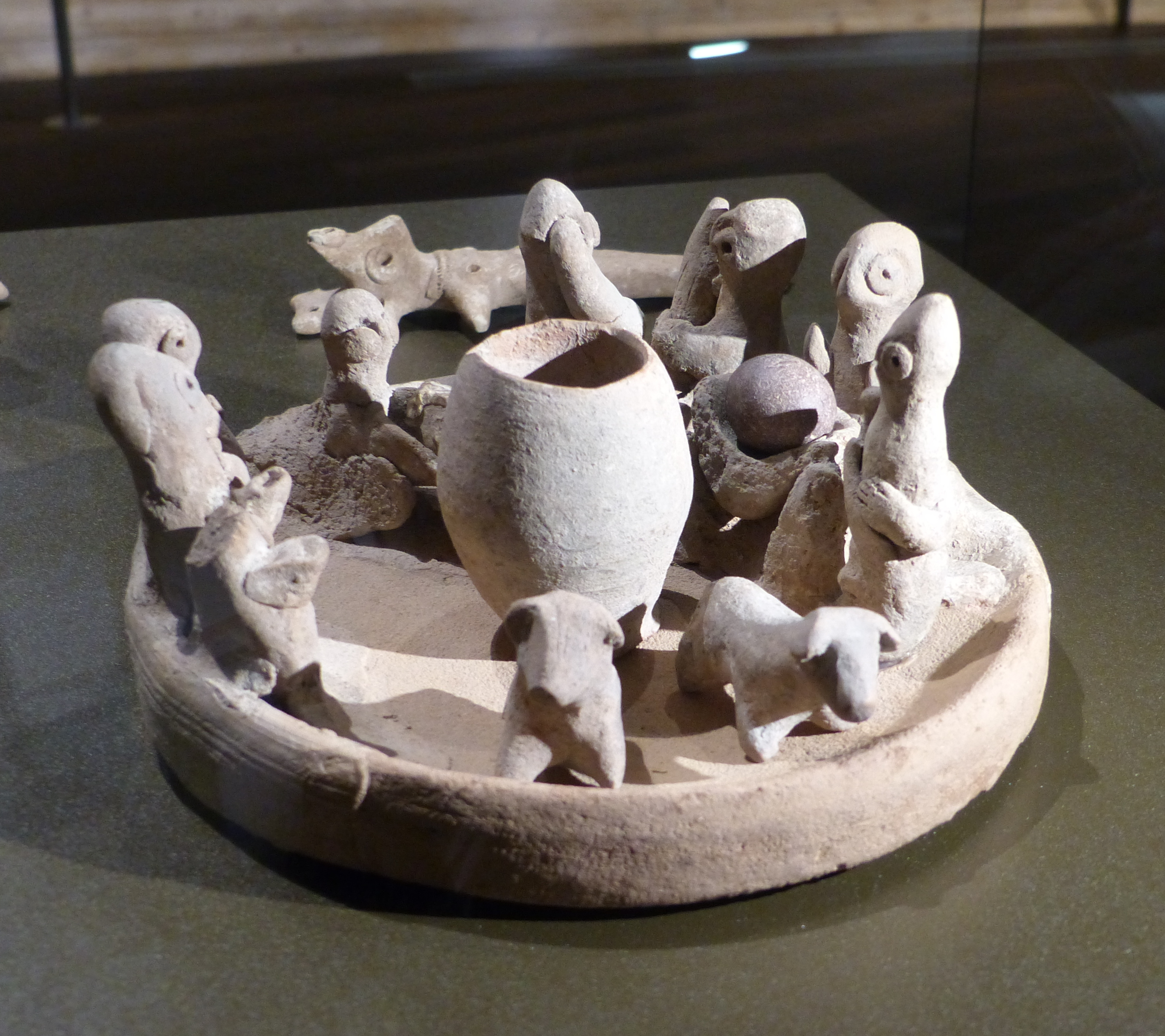
Modell einer Bäckerei (3000 v. Chr.), Paneum (Oberösterreich)

Brot ist eines der ältesten vom Menschen zubereiteten Nahrungsmittel. Archäologische Funde belegen, dass in Nordafrika bereits vor etwa achttausend Jahren Getreide wie Hirse und Sorghum angebaut und verarbeitet wurde. Vermutlich gab es damals nur ungesäuertes Fladenbrot, das auf heißen Steinen geröstet wurde. Die alten Ägypter (2650–2000 v. Chr.) kannten bereits die Funktionsweise von Sauerteig und stellten mindestens 16 verschiedene Sorten Brot her. Reiche Haushalte beschäftigten Diener, deren Hauptaufgabe es war, Mehl zu mahlen und Brot zu backen. Hohe Beamte besaßen sogar eigene Bäckereibetriebe, in denen unter anderem die Verpflegung für Tempelbedienstete sowie Schau- und Opferbrote gebacken wurde.
In den Regionen, die heute zu Deutschland gehören, ist der Beruf des Bäckers mindestens seit der Zeit Karls des Großen (768–814) bekannt. Damals arbeiteten überwiegend Leibeigene an Fronöfen oder Klosterknechte an Klosteröfen. Durch das Wachstum der Städte bildet sich im 10. Jahrhundert der Bäckerberuf als „freier“ Berufsstand heraus. Verwendet wurde die Berufsbezeichnung „Beck“ (kurz für becker) oder „Pfister“ (vom lateinischen „pistor“). Anfangs verfügten die wenigsten Bäcker über einen eigenen Ofen. Ihre Waren buken sie daher in den stadteigenen Öfen, in denen sich die Bäcker abwechseln mussten.
Für die breite Bevölkerung spielte Brot als Grundnahrungsmittel erst seit dem späten Mittelalter eine Rolle, da Brot bis dahin zu teuer war. Stattdessen aß ein Großteil der Bevölkerung Brei. Etwa ab dem 12. Jahrhundert organisierten sich die Bäcker in Zünften, die ihre Interessen gegenüber der Politik vertraten und den Wettbewerb untereinander regelten. Zünfte beschafften für ihre Mitglieder unter anderem Arbeitsmaterial und Rohstoffe, legten Ausbildungsnormen fest, überprüften die Güte der Waren, legten Preise, Löhne und Arbeitszeiten fest und kümmerten sich auch um die Alters- und Krankenversicherung von Mitgliedern. Bäcker, die sich nicht an die Zunftordnung hielten, wurden empfindlich bestraft und erhielten schlimmstenfalls Berufsverbot. Mit zunehmender Verbreitung des Bäckerberufs begann eine Spezialisierung, die sich wiederum in neuen Zünften organisierte. So unterschied man zwischen dem Schwarzbäcker, der Roggen- und halbweiße Brote herstellt, und dem Weißbäcker, der alle Sorten von Hefe- und Milchbrotwaren sowie Kuchen anfertigt. In Süddeutschland bildete sich die Zunft der „Lebküchner und Pfefferküchler“, während sich in den Hansestädten beispielsweise die Bäcker von Schiffszwieback als „Hartbäcker“ organisierten.
Zu Beginn des 19. Jahrhunderts verloren die Zünfte ihre Macht und wurden aufgelöst. Es herrschte Gewerbefreiheit, so dass jeder seinen Beruf frei wählen konnte. Die Produktionsmethoden der Bäcker waren über die Jahrhunderte hinweg einfach geblieben. Kräfteraubendes Handwerk bestimmte den Arbeitsalltag. Bedeutende Arbeitserleichterungen durch Maschinen erfolgten in Deutschland erst nach dem Zweiten Weltkrieg. Handwerkliches Können ist nach wie vor Grundlage für das erfolgreiche Betreiben einer Handwerks-Bäckerei. Durch den Einsatz von Maschinen wurde die körperliche Arbeit erleichtert. Dies spiegelt sich in dem zunehmenden weiblichen Anteil an Bäckerlehrlingen wider, die nun ein Viertel der Gesamtbelegschaft ausmachen.

## Organe und Verbände
Die UIBC (International Union of Bakers and Confectioners) ist der Weltverband der Bäcker und Konditoren. Darin haben sich insgesamt 39 Mitgliedsverbände aus 34 Staaten zusammengeschlossen. Zu ihren Aufgaben gehört es, die Mitglieder zu beraten, sie vor internationalen Behörden und Organisationen zu vertreten und die gemeinsamen kulturellen, wirtschaftlichen und sozialen Interessen zu verteidigen. Außerdem befasst sich die UIBC mit Fragen der Berufsausbildung, Technik, Qualität, des Verkaufs sowie des Steuerwesens.
Die CEBP, Confédération Européenne des Organisations Nationales de la Boulangerie et de la Pâtisserie, ist der Dachverband nationalen Bäcker- und Konditorenverbände in Europa. Der CEBP repräsentiert mehr als 190.000 europäische Betriebe und setzt sich für deren Interessen bei wichtigen Fragen der europäischen Lebensmittelrechtssetzung, der europäischen Verbraucherschutzpolitik und der Umweltschutzpolitik ein.

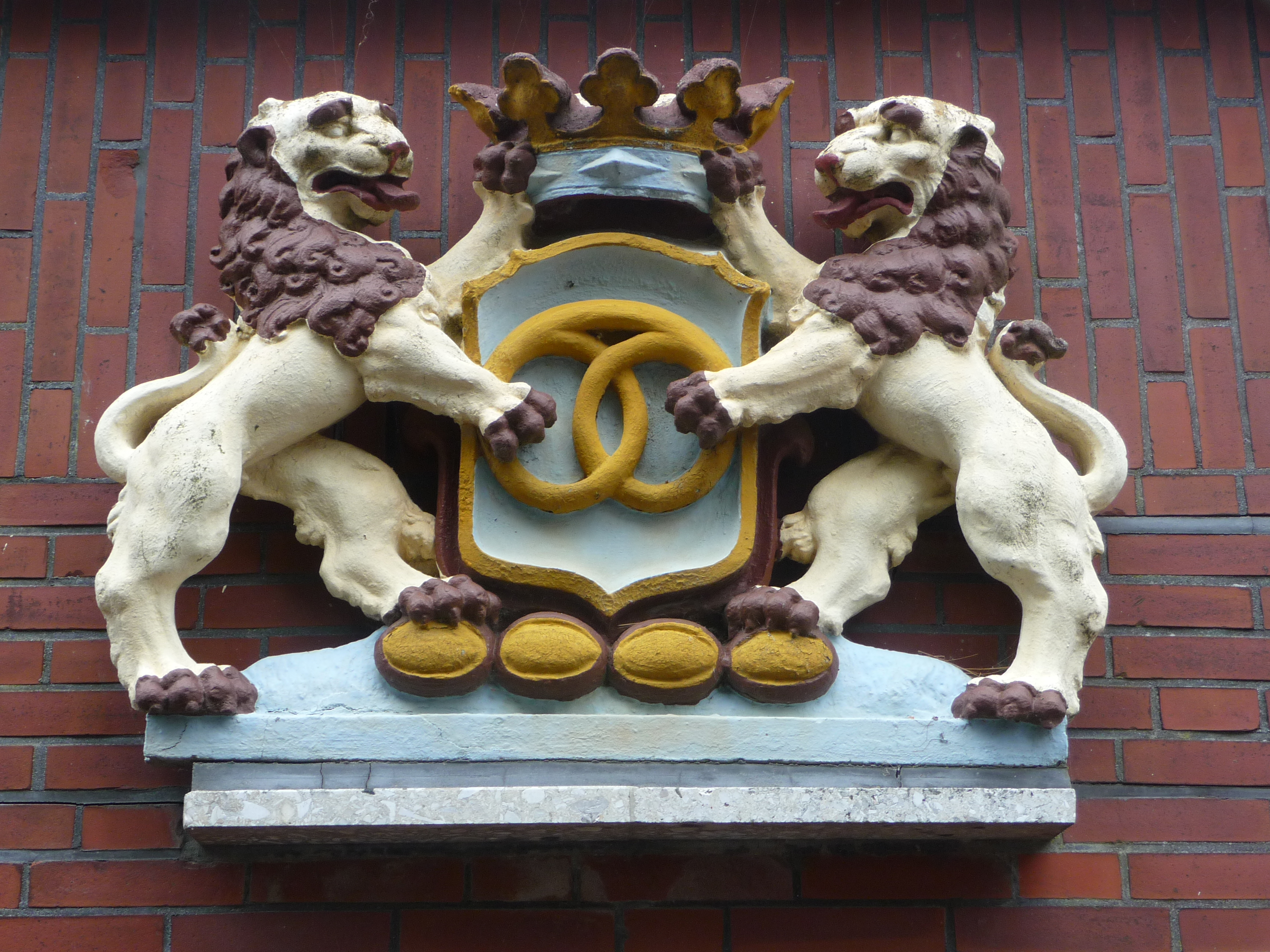
Wappen der Deutschen Innungsbäcker an Fassade

Während die Herstellung von Backwaren in vielen Ländern vorwiegend industriell erfolgt, gibt es im deutschsprachigen Raum ein organisiertes Bäckerhandwerk. Dachorganisation des deutschen Bäckerhandwerks ist der Zentralverband des Deutschen Bäckerhandwerks e. V. mit Sitz in Berlin. Gemeinsam mit rund 247 Bäckerinnungen und 16 Landesinnungsverbänden vertritt der Zentralverband die Interessen der deutschen Innungsbäcker. Die dreistufige Verbandsorganisation (Innung, Landesverband, Bundesverband) entspricht der üblichen Organisationsform aller Handwerksberufe. Die Mitglieder des Zentralverbandes sind die Landesinnungsverbände oder deren gleichgestellte Innungen. Die Organe des Zentralverbandes sind: 1. Die Mitgliederversammlung, 2. Der Vorstand und 3. Das Präsidium. Die Mitgliedschaft im Vorstand, im Präsidium und in den Ausschüssen ist ein Ehrenamt.
Im Jahr 2008 hat der Zentralverband des Deutschen Bäckerhandwerks die Deutsche Bäckernationalmannschaft berufen, die an internationalen Backwettbewerben teilnimmt und das Bäckerhandwerk bei Events repräsentiert.
Auch die Förderung des Nachwuchses ist ein zentraler Punkt in der Verbandsarbeit. Mit Initiativen wie „Bäckman“ oder der Nachwuchskampagne „Back dir deine Zukunft“ werden gezielt Kinder und Jugendliche über den Beruf des Bäckers informiert. Neben der Interessenvertretung seiner Mitgliedsunternehmen und der Nachwuchsförderung vermittelt der Zentralverband über die Internetseite www.innungsbaecker.de Wissen rund um die Themen Brotkultur, Backwaren und das Bäckerhandwerk.
Seit 2013 feiert das Bäckerhandwerk jährlich am Tag des Deutschen Brotes die deutsche Brotkultur, die 2014 offiziell von der UNESCO Deutschland in das bundesweite Verzeichnis des immateriellen Kulturerbes eingetragen wurde.
Auf dem Tag des Deutschen Brotes 2016 hat das Bäckerhandwerk die Gründung des Deutschen Brotinstituts bzw. die entsprechende Umbenennung und Aufgabenerweitung bekannt gegeben, welches auf der in den 50er Jahren gegründeten Qualitätsprüf-Organisation des Deutschen Bäckerhandwerks gründet.

## Aus- und Weiterbildung
Alle Landesinnungsverbände und der Zentralverband betreiben gemeinsam die Akademie Deutsches Bäckerhandwerk Weinheim (Bundesfachschule), die die Ausbildung und Weiterbildung als gemeinnützige Organisation im Verbund mit den Fachschulen der Landesinnungsverbände begleitet und die fachliche Entwicklung der Backbranche fördert. Seit 2014 bietet die Akademie die Fortbildung Geprüfter Brot-Sommelier / Geprüfte Brot-Sommelière an. Derzeit absolvieren rund 18.800 junge Menschen eine Ausbildung zum/zur Bäcker/in und zum/zur Bäckereifachverkäufer/in in deutschen Backstuben und damit etwas weniger als 10 Prozent der Beschäftigten.

## Marktsituation
Das deutsche Bäckerhandwerk zählt mit 12.155 Innungsbetrieben und 275.200 Beschäftigten im Jahresdurchschnitt zur Spitzengruppe der deutschen Handwerksberufe und zu einem der wichtigsten Wirtschaftsfaktoren Deutschlands. Bei einem seit vielen Jahren konstanten Konsum von knapp 62,4 kg Brot und Backwaren pro Haushalt und Jahr in Deutschland stieg der Jahresumsatz im Bäckerhandwerk im Jahr 2015 auf knapp 14 Milliarden Euro. Mit 1,03 Mrd. Besuchen im Jahr 2015 ist das Deutsche Bäckerhandwerk erneut Spitzenreiter im Marktsegment Quick-Service-Restaurants (QSR) des Außer-Haus-Marktes. Die Bäckereien können hier mittlerweile ein Fünftel aller Besuche für sich verbuchen (19,9 %). Zum Vergleich: Der Gesamtmarkt verzeichnete lediglich eine Steigerung von 0,4 %.
Trotz stabiler Nachfrage verzeichnet die Branche einen anhaltenden Konzentrationsprozess: Die Anzahl der Bäckereibetriebe sank von ca. 55.000 (in den 1950er Jahren im alten Bundesgebiet) auf 12.155 Betriebe in ganz Deutschland mit rund 47.000 Verkaufsstellen (Stand: 31. Dezember 2015). Gab es damals überwiegend kleine Familienbetriebe, in denen der Verkauf an die Backstube angeschlossen war, entwickelt sich der Trend heute zu zentralen Produktionsstätten mit lokalem oder regionalem Vertriebsnetz. Vielfach werden dabei Filialen von Kollegen übernommen, die in den Ruhestand gehen. Dies begünstigt die Einführung neuer Technologien: Mehlsiloanlagen, Teigstraßen, EDV-gesteuerte Vertriebssysteme, Öfen und Kühlanlagen sind in Handwerksbetrieben heute keine Seltenheit mehr. Sie ermöglichen eine effiziente, flexible Produktion und gleichzeitig die Herstellung einer größeren Produktvielfalt. So können z. B. die selbst hergestellten Teiglinge über Nacht gekühlt gelagert und am nächsten Tag in der Backstube oder im Verkaufsraum gebacken werden.
Neben Produktvielfalt, Frische und Backwarenqualität unterscheidet der individuelle Kundenservice im Verkauf das deutsche Bäckerhandwerk von industriellen Anbietern. Die Konzentration im Lebensmitteleinzelhandel (LEH) fordert dem Bäckerhandwerk eine fortwährende Neuorientierung in seinen Vertriebsstrukturen ab. Pre-Bake-Stationen in LEH und Tankstellen sowie Discount-Bäckereien haben zu einer weiteren Verschärfung des Wettbewerbs geführt. Aufgrund der niedrigen Bezugspreise tiefgekühlter Teiglinge, des schmalen Sortiments, der einfachen Ausstattung und des Selbstbedienungskonzepts können beide Vertriebsschienen Backwaren zu Discountpreisen anbieten. Das Bäckerhandwerk reagiert auf künftige Marktanforderungen und ist nicht mehr länger nur Hersteller und Verkäufer von Backwaren. Der Fokus liegt darauf, das Handwerk und die besondere Qualität der Backwaren erlebbar zu machen und auf Kundenwünsche einzugehen. Das Bäckerhandwerk reagiert mit der Bedienung neuer Trends wie Frontbaking oder Bäckergastronomie und das Geschäft mit Kaffee.
Relativ neu ist der Kundenwunsch nach Bio-Produkten, und hier tun sich interessante neue Märkte auf. Mit Transparenz im biologisch geprüften Anbau und in der Beschaffung der Rohstoffe können spezialisierte Bäcker eine große Zahl anspruchsvoller Kunden gewinnen.
Bis 2024 haben viele Bäckereien aufgegeben und immer mehr Großbäckereien drängen auf den Markt. Insgesamt gab es noch 8.912 Innungsbetriebe mit 235.000 Beschäftigten. Der Anteil der Teilzeitkräfte ist von 30 auf 39 Prozent gestiegen. Auch die Zahl der Minijobber lag 2024 bei etwa 81.000 Beschäftigte.